# 质量
质量（英語：mass）是物体的内禀属性。在原子和粒子物理学发现之前，传统上认为它与物体中物质的数量有关。研究发现，不同原子和不同基本粒子，在理论上可具有相同数量的物质，但却具有不同的质量。现代物理学中的质量有多种定义，这些定义在概念上虽不同，但在物理上是等价的。
质量可用实验方法定义为“物体惯性的测度”；意思是“物体受净力时，对加速度（速度变化）的抗性”。物体的质量也决定了它对其他物体的引力强度。
在日常生活中，常用“重量”表示“質量”，但是在科学上，这两个词表示物质不同的属性（参见质量对重量）。
在物理上，质量通常指物质在以下的三个实验上证明等价的属性之一：
- 惯性质量

一个物体的惯性质量决定它受力时的加速度（即后者會因前者的改變而改變）。根据牛顿运动第二定律，假设一个质量为{\displaystyle m}的物体受到一个力{\displaystyle F}，那其加速度{\displaystyle a}为：{\displaystyle a={\frac {F}{m}}}。
- 主动引力质量和被动引力质量。

一个物体的质量也决定了它被引力场影响的程度。假设一个质量为{\displaystyle M_{1}}的物体距离别的质量为{\displaystyle M_{2}}的物体的距离为{\displaystyle r}，第一个物体受到的引力可以通过所示公式计算：{\displaystyle F=G{\frac {M_{1}M_{2}}{r^{2}}}}，其中，{\displaystyle G}表示万有引力常数，其值为6.67×10−11 kg−1m3s−2。这个质量常称为引力质量。
从17世纪以来不断有实验证明，惯性质量和引力质量是等价的，这条原理在广义相对论中称为等效原理。
狭义相对论证明了物质能量E和其质量m之间的关系（{\displaystyle E=mc^{2}}）。根据这个关系，一个由许多粒子构成的集合体，其质量可能大于也可能小于这些粒子单独的质量之和。
在地球表面，一个物体的重量{\displaystyle F_{g}}与其质量{\displaystyle m}的关系为{\displaystyle F_{g}=mg}，其中{\displaystyle g}是地球重力加速度，{\displaystyle g}受纬度、海拔、地壳密度分布（如地下矿藏）等的影响，其值一般取9.81 m s−2。一个物体的重量与其所处的环境有关，然而它的质量却不然。例如，一个质量为50kg的物体在地球表面的重量是491N，同样的物体在月球表面只有81N。

## 质量的单位
在国际单位制（International system of units, SI） 中，质量的单位是千克（kilogram, kg）。1千克 = 1000克（gram, g）。
在国际单位制中，还有一些其他的单位也可以使用：
- 吨（tonne, t），1t = 1000kg。
- 电子伏特（electronvolt, eV），电子伏特本来是一个能量单位，但是由于质量与能量的等价，电子伏特也可以作为质量单位。在用作质量单位时，通常写作eV/c2，也可以简写为eV。电子伏特常用在粒子物理学中。
- 原子质量单位（u）, 1原子质量单位定义为碳12原子质量的1/12，大约为1.66×10−27kg。[注释 2]原子质量单位在表达原子和分子质量的时候很方便。

在国际单位制之外，根据上下文，还有很多不同的质量单位在被使用，比如斯勒格（slug, sl）, 磅（pound, lb），普朗克质量（mp） 和太阳质量（M☉）。
通常，一个物体的重量与其质量成正比，因此两者可以使用同样的单位。然而，在做精确的测量时（由于地球表面不同地方重力场的细微差别），或者在一些遠離地球表面的地方，譬如外太空或其他星球，质量和重量的差别变得很大。
质量有的时候可以用长度来衡量。微小粒子的重量可以用它康普顿波长（1 cm−1 ≈ 3.52×10−41 kg）的倒数来表示。巨大的恒星和黑洞的质量可以用史瓦西半径（1 cm ≈ 6.73×1024 kg）来表示。
質量測量上定義為M，既然測量有漂移性，未來要消除測量漂移性，將在從事取質量時以普朗克常數取得。

## 质量概念和公式的总结
在古典力学中，质量对于物体的运动有着决定性的作用。牛顿第二定律给出了物体所受的合力{\displaystyle \mathbf {F} }，其质量{\displaystyle m}和加速度{\displaystyle {\boldsymbol {a}}}之间的关系：
{\displaystyle \mathbf {F} =m{\boldsymbol {a}}}。
此外，质量将物体的动量{\displaystyle \mathbf {p} }、动能{\displaystyle K}和速度{\displaystyle \mathbf {v} }联系起来：
{\displaystyle \mathbf {p} =m\mathbf {v} }，
{\displaystyle K={\frac {1}{2}}mv^{2}}。
在经典力学中，作为物质属性之一的质量是不变的，然而在狭义相对论中，物体的质量随着其运动速度的增加而增加。物体的质量{\displaystyle m}与其静止质量{\displaystyle m_{0}}之间的关系为：
{\displaystyle m={\frac {m_{0}}{\sqrt {1-({\frac {v}{c}})^{2}}}}}，
其中{\displaystyle v}是物体的速度，{\displaystyle c}是真空中的光速。
物体的能量{\displaystyle E}与其质量{\displaystyle m}之间的关系为：
{\displaystyle E=mc^{2}\ }
由于能量与观察者所处参考系有关，因此定义一个对于所有观察者都一样的质量是很方便的。对于单独的粒子，这个值就是它的静止质量；对于一个有界或无界的粒子系统，这是值就是系统的不变质量。一个物体的不变质量{\displaystyle m_{0}}和它的能量{\displaystyle E}以及动量的模长{\displaystyle \rho }之间关系为：
{\displaystyle m_{0}c^{2}={\sqrt {E^{2}-(\rho c)^{2}}}}，
其中{\displaystyle c}是真空中的光速。

## 与质量有关的现象
- 史瓦西半径（{\displaystyle r_{s}}）表示物质弯曲时空的能力。
- 标准引力参数（{\displaystyle \mu }）表示一个物体对其他物体施加牛顿引力的能力。
- 惯性质量（{\displaystyle m}）表示质量对力的牛顿响应。
- 静止质量（{\displaystyle E_{0}}）表示质量转换成其他形式能量的能力。
- 康普顿波长（{\displaystyle \lambda }）表示质量对局部时空几何的量子响应。

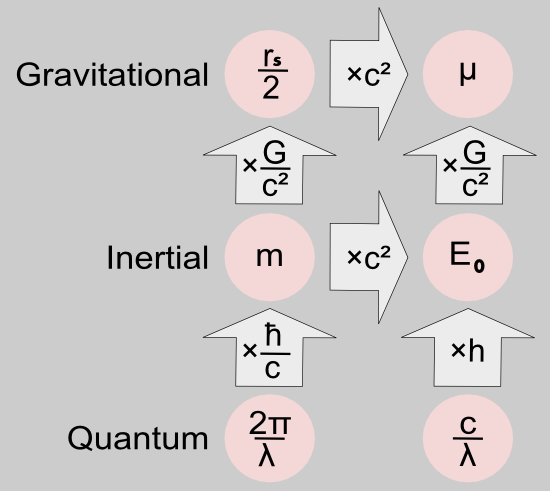
上图展示五个互相关联的质量的特性以及将这些特性联系起来的正比例常数。每一个质量的例子，都被认为包含全部的五个特性，然而，由于巨大的比例系数，通常很难确认两个或者三个以上的属性。- 史瓦西半径表示物质弯曲时空的能力。- 标准引力参数表示一个物体对其他物体施加牛顿引力的能力。- 惯性质量表示质量对力的牛顿响应。- 静止质量表示质量转换成其他形式能量的能力。- 康普顿波长表示质量对局部时空几何的量子响应。

在物理学中，人们从至少七个属性上区分质量的概念，或者说七个可以用质量解释的物理现象：
- 对于一些特定种类的样本，物质的量  可以由电泳或其他精确过程来测定。样本的精确质量一方面由它所含的原子或分子的数量和种类决定，另一方面由它内部包含的，将这些原子或分子结合在一起的能量决定（这些能量构成负的“丢失质量”，或者叫做质量赤字）。
- 惯性质量   衡量当物体受力时，它对于改变其运动状态的抵抗程度。惯性质量可以通过给物体施加一个力，测量由此导致的加速度而测定。施以同样大小的力，惯性质量较小的物体会比惯性质量较大的物体获得更大的加速度。一个质量较大的物体，则说它有较大的惯性。
- 主动引力质量  是由一个物体的引力通量（引力通量等于引力场在一个封闭表面的面积分）来决定的。测量引力场，可以通过引入一个充分小的“测试物体”（这个物体应当足够小，不影响被测量物体的引力场），令其做自由落体运动，并测量其加速度。比如，一个在月球附近做自由落体运动的物体，与在地球表面相比，会感受到较小的引力场，因此加速度也较小。月球表面的引力场较弱是因为月球的主动引力质量较小。
- 被动引力质量  通过测量一个物体与引力场的交互作用而测得。被动引力质量由物体在引力场中的重量除以它的加速度而得到。处于相同引力场中的两个物体，加速度是相同的，然而被动引力质量较小的物体比被动引力质量较大的物体受到的力更小（即它的重量较轻）。
- 根据质能等价的原理，能量也有质量。这个等价关系被大量的物理过程所证实，包括正物质、反物质粒子对的产生，核聚变以及光的引力红移。在正物质、反物质粒子对的产生和核聚变中，能量和质量互相转换[注释 3]。在光的引力红移中，纯能量的光子表现出具有被动引力质量的行为。
- 时空的曲率  物质的存在导致的相对论性效应。时空曲率非常微弱，很难测量。因此，直到爱因斯坦在广义相对论中预言以后，才被人们发现。精确的原子钟显示，地球表面的时间流逝的要比太空中的慢。这种不同是一种被称为时间膨胀的曲率。其他形式的曲率也由引力探测B卫星（Gravity Probe B）测量过。
- 量子质量  显示物体的量子频率和波数（波长的倒数）的不同。电子的量子质量，即康普顿波长，可以通过各种形式的光谱学分析测定，它与里德伯常数、玻尔半径以及经典电子半径密切相关。大物体的量子质量可以直接由瓦特平衡测得。

惯性质量、引力质量以及其他各种各样的质量相关现象在概念上完全不同。然而，迄今为止所有的实验表明，这些量之间存在正比关系，这种正比性导致一个抽象的质量概念。如果在将来的某些实验当中发现，某个质量相关现象与其他之间的关系不是正比，那么这个现象将不会被认为是抽象质量概念的一部分。

## 重量和数量

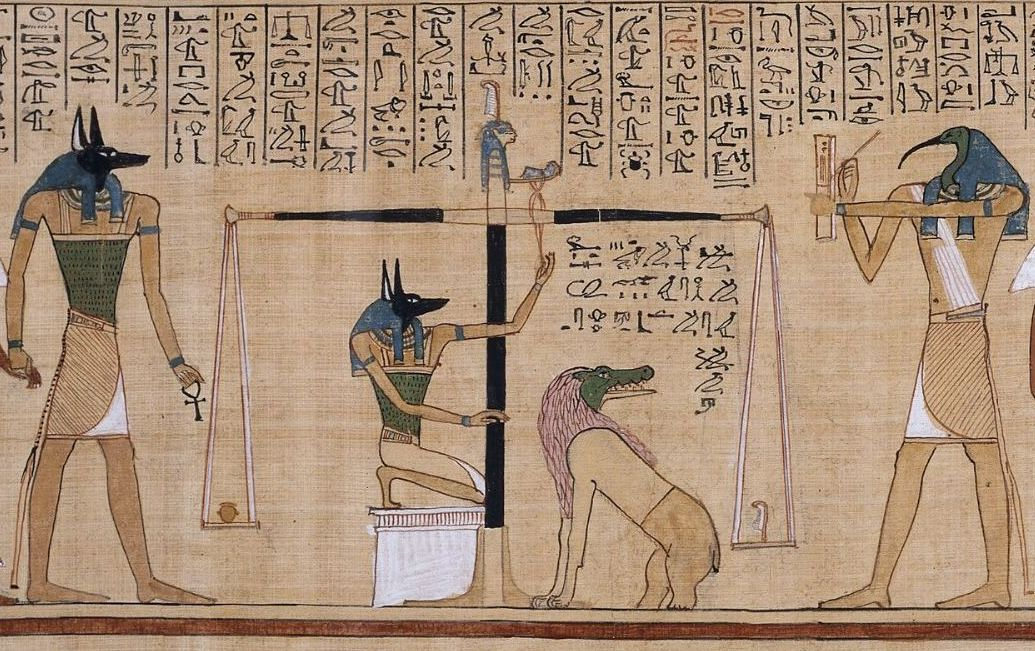
阿努比斯正在称量胡夫心脏的重量，公元前1285年。

重量，按照定义，度量了为了支持一个重力场中的物体（即使其保持静止）所需要的力的大小。地球的重力场使得地球表面附近的物体有重量。通常，短距离之内的重力场的变化微乎其微，地球表面各处的重力场也几乎是一致的；因此，当一个物体从一个地方移动到另一个地方的时候，它的重量的变化非常小，这些微小的变化在历史的绝大部分时期都没有为人所觉察。我们可以用弓被拉延伸的长度来测量重量，这些微小的变化在古埃及是可以测量出来的，所以重量是会改变的；在水中由于浮力的影响，物体的重量更是明确的会变小。这给早期的人类一种感觉：物质世界里，有什么是物体的一种不变的、基本的属性我们可以称之为质量。
在右图所示的埃及的宗教图画里，阿努比斯正在用天平称量胡夫心脏的质量。天平平衡一个物体的重力和另一个物体的重力。天平两端的物体要足够接近，使得它们的重力场相差不大。因此，如果它们有着相同的重量，那么它们也就具有相同的质量。两者的重量之比，也就是他们的质量之比。天平是已知的最古老的测量质量的装置之一。
数量的概念非常古老，早于有记载的历史，因此任何关于这个概念早期发展的描述都是不可靠的。然而，一个合理的推测是，人类很可能在早期就意识到，一些由相似物体构成的集合的质量，正比于这个集合中物体的数量：
{\displaystyle w_{n}\propto n}，
其中，{\displaystyle W}是由相似物体构成的集合的质量，{\displaystyle n}是集合中物体的数量。这种比例关系，按照定义，表明两者之比是一个常数：
{\displaystyle {\frac {w_{n}}{n}}={\frac {w_{m}}{m}}}，或者等价地{\displaystyle {\frac {w_{n}}{w_{m}}}={\frac {n}{m}}}。
因此，历史上，质量的标准往往是按照数量来定义的。例如，罗马人使用角豆树种子（克拉或长角果）作为衡量标准。如果一个物体的质量与1728个角豆树种子相同，那么就说这个物体的质量是一罗马磅。如果一个物体的质量与144个角豆树种子相同，那么就说这个物体的质量是一罗马盎司。罗马磅和盎司都是用不同数量的集合来定义的，这些集合包含公共的质量标准，即角豆树种子。一罗马盎司（144个角豆树种子）和一罗马磅（1728个角豆树种子）的比为：
{\displaystyle {\frac {ounce}{pound}}={\frac {w_{144}}{w_{1728}}}={\frac {144}{1728}}={\frac {1}{12}}}。

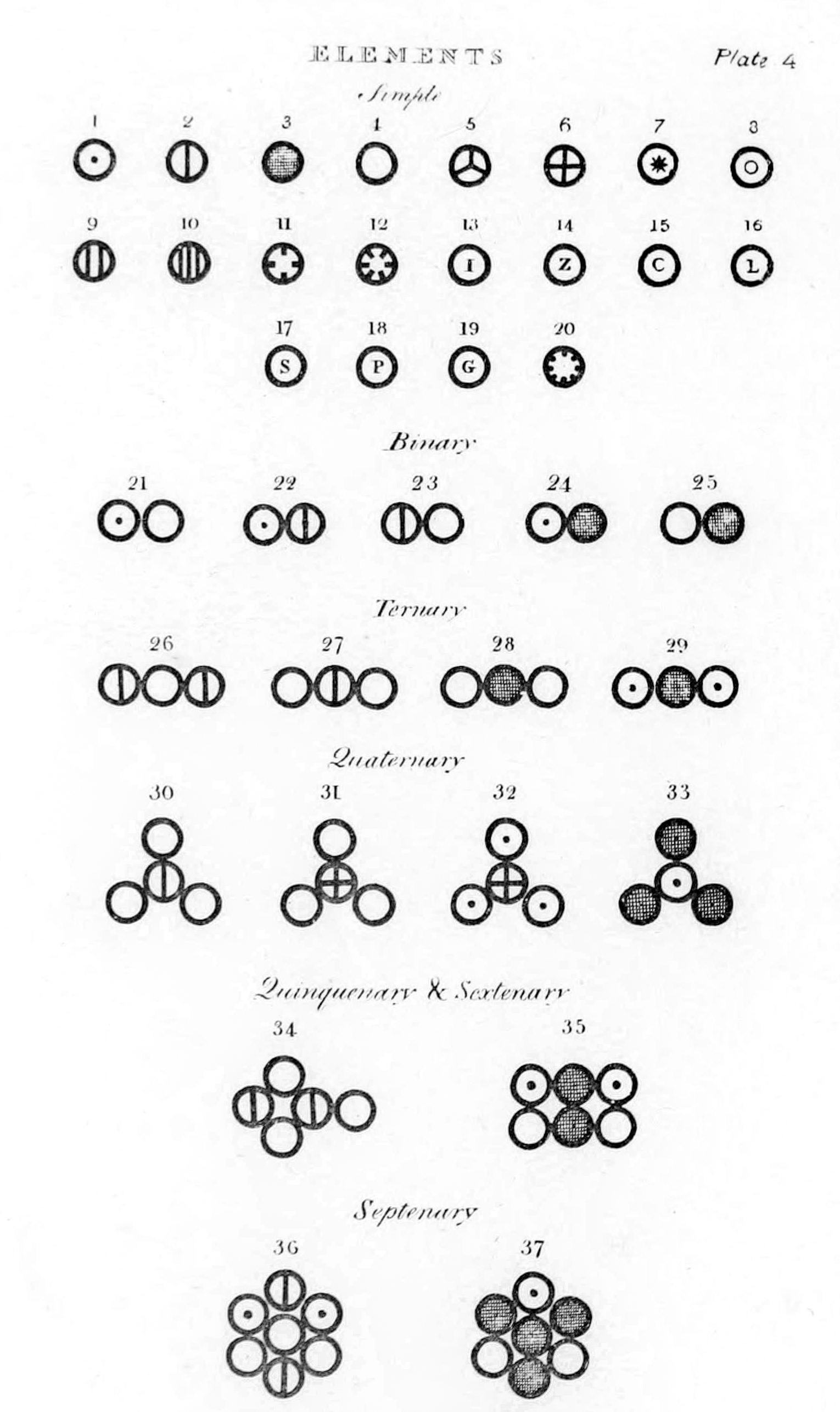
约翰·道尔顿所著《化学哲学的新体系》（1808）一书中描绘的各种各样的原子和分子。

这个例子说明了一个基本的物理原理，当数量之间具有一个简单的比例关系时，它们就非常有可能具有相同的来源。
我們可以說质量是指精密测量得到的重量，纳税或交易斤斤计较其数量；重量是举起此质量所需力气，日常生活表达用语中不会太精确。
原子（atom）这个名字来源于希腊语ἄτομος/átomos, α-τεμνω，意思是不可分的事物。物质是由离散的不可分的单元组成的哲学观念已经存在了大约一千年。然而，直到20世纪早期，原子存在的实验证据才被发现，并得到了广泛的接受。
随着化学科学的成熟，表明原子存在的实验证据来源于倍比定律。当两种或更多的元素结合成化合物的时候，它们的质量之比总是固定不变的。譬如，一氧化氮中氮和氧的质量之比总是7比8。氨气中氢和氮的质量比总是3比14。化合物中元素质量之比总是简单的分数这一事实暗示，所有的元素质量有一个共同的来源。原则上，原子质量的情况跟前面举得罗马质量单位的例子很相似。罗马磅和罗马盎司都是由不同数量的角豆树种子来定义的，因此，这两个单位之间的比例关系是一个简单的分数。类似的，因为所有的原子的质量之比都是简单的分数，因此很有可能原子仅仅是由一些不同数量的，更加基本的质量单位构成的。
1805年，化学家约翰·道尔顿出版了他的第一本相对原子质量表，列举了六种元素：氢，氧，氮，碳，硫以及磷，并且定义氢原子的质量为1。1815年，化学家威廉·普劳特总结道，氢原子实际上是其他所有原子的基本质量单位。

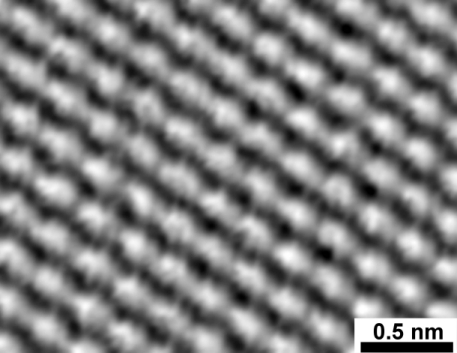
石墨中的碳原子，图像来自于扫描隧道显微镜。

如果普劳特的假设是正确的，那么现在所知的抽象的质量概念，就不会出现，因为质量总是可以被定义为氢原子的数量。然而，普劳特的假设在两个大的方面被证实是不准确的。首先，科学的进一步发展揭示了更小粒子的存在，例如电子和夸克，它们的质量之比不是简单的分数。其次，人们发现原子本身的质量也不是精确地等于氢原子质量的倍数，而是约等于氢原子质量的倍数。根据爱因斯坦的相对论，质子和中子结合成为原子核时，部分质量会以结合能的形式释放出来。原子核结合地越紧密，释放的能量越多。结合能的释放使得元素质量之比不再是简单的分数。
比如，氢，只有一个质子，其原子质量为1.007825u。铁的最丰富的同位素有26个质子和30个中子，所以人们可能会猜想其原子质量是氢的56倍，实际上，它的原子质量只有55.9383u，很明显，不是1.007825u的整数倍。普劳特的假设在很多方面都被证实是不准确的，但是原子质量和数量的抽象概念在化学中仍然发挥着重要的作用，衡量小质量时，仍然使用原子质量单位。
当法国人在18世纪末发明度量系统的时候，他们使用数量来定义质量单位。千克最初被定义为一升纯水的质量。然而，这个定义远远不能满足现代科技的精度要求，因此千克被重新定义为一个人造铂铱合金块的质量，即人们所知的国际千克原器。

## 引力质量
主动引力质量是质量的一个属性，一个物体在它周围的空间产生引力场，这些引力场支配着宇宙的大尺度结构。引力场将星系聚在一起。它使得星云和星际尘埃聚集成恒星和行星。它产生足够的压力，使得恒星内部可以进行核聚变。它决定了太阳系各种天体的轨道。由于引力的效应无处不在，因此很难指出人类第一次发现引力质量的确切日期。不过，指出一些在迈向现代引力质量概念过程中关键的步骤，以及引力质量和其他质量现象之间的关系，还是可以的。

### 开普勒引力质量
| 行星名 | 开普勒行星           | 开普勒行星              | 开普勒行星                                          |
| 行星名 | 半长轴               | 轨道周期                | 太阳质量                                            |
| ------ | -------------------- | ----------------------- | --------------------------------------------------- |
| 水星   | 0.387099AU(天文单位) | 0.240 842恒星年（year） | {\displaystyle 4\pi ^{2}{\frac {AU^{3}}{year^{2}}}} |
| 金星   | 0.723332AU           | 0.615 187恒星年         | {\displaystyle 4\pi ^{2}{\frac {AU^{3}}{year^{2}}}} |
| 地球   | 1AU                  | 1恒星年                 | {\displaystyle 4\pi ^{2}{\frac {AU^{3}}{year^{2}}}} |
| 火星   | 1.523662AU           | 1.880 816恒星年         | {\displaystyle 4\pi ^{2}{\frac {AU^{3}}{year^{2}}}} |
| 木星   | 5.203363AU           | 11.861 776恒星年        | {\displaystyle 4\pi ^{2}{\frac {AU^{3}}{year^{2}}}} |
| 土星   | 9.53707AU            | 29.456 626恒星年        | {\displaystyle 4\pi ^{2}{\frac {AU^{3}}{year^{2}}}} |

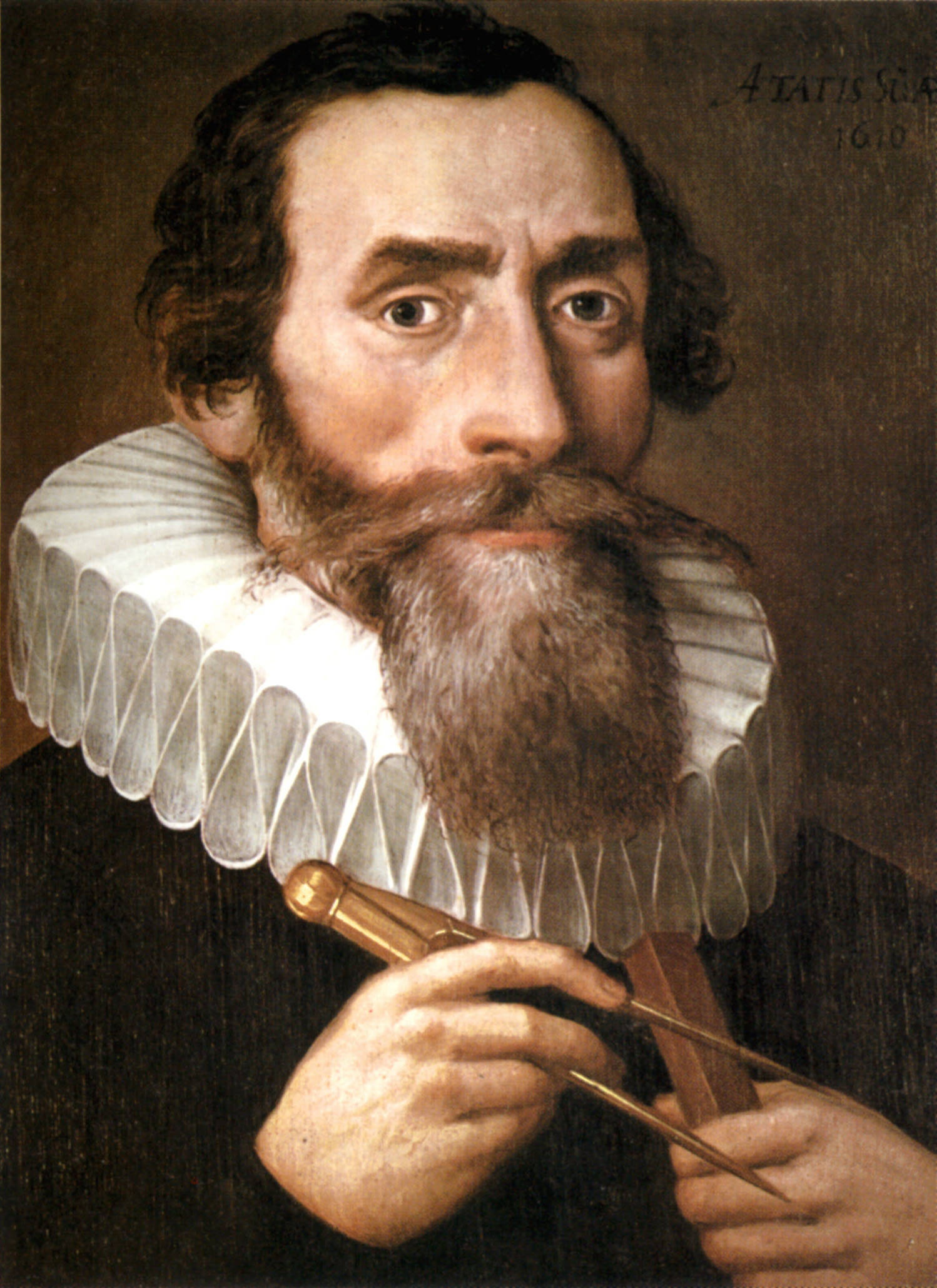
约翰内斯·开普勒，1610。

约翰内斯·开普勒第一个给出了行星轨道的精确描述，并且据此第1次描述了引力质量。1600年，开普勒为第谷·布拉赫工作，并因此得以接触到1批比以前任何资料都精确的天文观测资料。通过研究第谷的火星观测资料，开普勒意识到传统的天文学方法的预测并不精确，接下来他花了5年时间发展自己的方法，来刻画行星的运动。
在开普勒最终的行星模型中，他成功地描述了行星的轨道：行星的轨道是一个以太阳为焦点的椭圆。主动引力质量的概念是开普勒第3行星运动定律的直接推论。开普勒发现每个行星的轨道周期的平方与其轨道半长轴的立方成正比，等价地，两者之比对于太阳系所有的行星来说，都是常数。这个常数的比值直接衡量了太阳的主动引力质量，其单位为距离（R）3/时间（t）2，即人们所知的标准引力参数：
{\displaystyle \mu =4\pi ^{2}{\frac {R^{3}}{t^{2}}}\propto \mathrm {Gravitational\ Mass} }
| 卫星名          | 伽利略卫星  | 伽利略卫星      | 伽利略卫星                                               |
| 卫星名          | 半长轴      | 轨道周期        | 木星质量                                                 |
| --------------- | ----------- | --------------- | -------------------------------------------------------- |
| 艾奥·木卫一     | 0.002 819AU | 0.004 843恒星年 | {\displaystyle 0.0038\pi ^{2}{\frac {AU^{3}}{year^{2}}}} |
| 欧罗巴·木卫二   | 0.004486AU  | 0.009722恒星年  | {\displaystyle 0.0038\pi ^{2}{\frac {AU^{3}}{year^{2}}}} |
| 盖尼米得·木卫三 | 0.007155AU  | 0.019589恒星年  | {\displaystyle 0.0038\pi ^{2}{\frac {AU^{3}}{year^{2}}}} |
| 卡里斯托·木卫四 | 0.012585AU  | 0.045694恒星年  | {\displaystyle 0.0038\pi ^{2}{\frac {AU^{3}}{year^{2}}}} |

1609年，开普勒发表了他的“开普勒行星运动三定律”，解释了行星在太阳的影响下，是如何按照椭圆轨道运行的。同年8月25日，伽利略·伽利莱第1次向一些威尼斯商人展示了他的望远镜。在1610年1月初，伽利略在木星周围发现了4个暗淡的天体，他将它们误认为恒星。然而，经过几天的观察，伽利略意识到这些“恒星”实际上在绕着木星做轨道运动。这4个卫星（后来为了纪念发现者，被命名为伽利略卫星）是第1批被发现的绕着其他天体，而不是太阳或地球做轨道运动的天体。在接下来的18个月里，伽利略继续观测这些卫星，到1611年中期的时候，他对它们的周期已经有了相当精确的估计。不久，每个卫星的半长轴也被估计出来，这使得木星的引力质量可以由其卫星的轨道计算出来。木星的引力质量大约是太阳引力质量的0.1%。

### 伽利略引力场

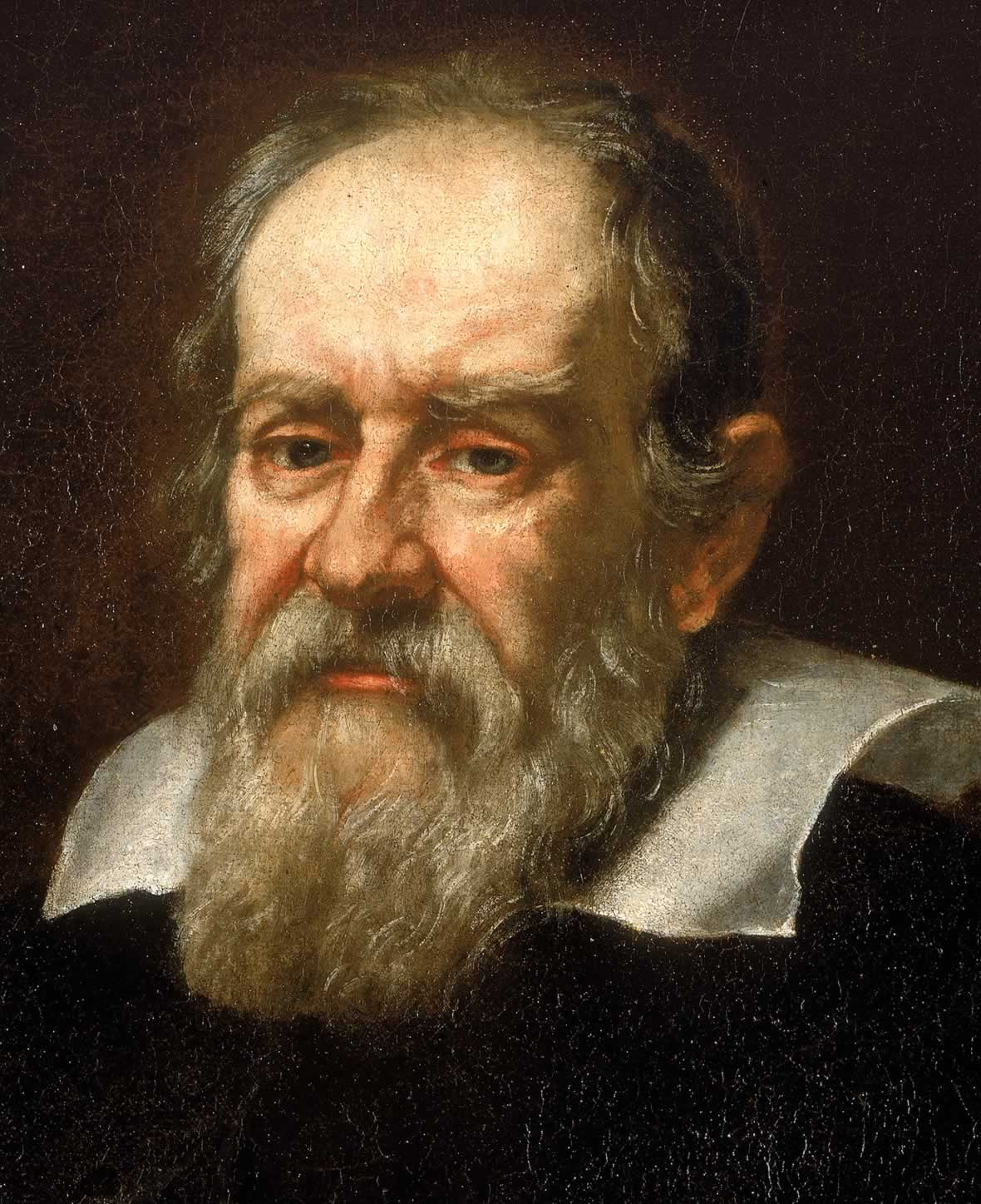
伽利略·伽利莱，1636。

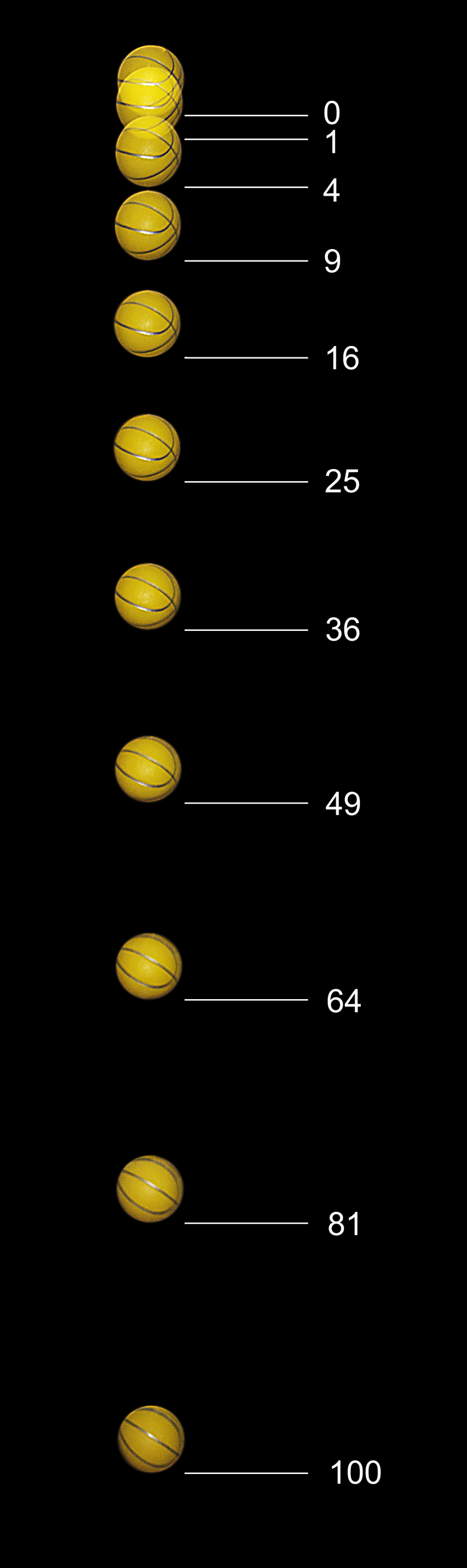
自由落体的小球下落的距离与下落时间的平方成正比。

1638年之前的某个时候，伽利略将他的注意力转向了物体受地球引力场作用而下落的现象，他积极地尝试着去描述这类运动。伽利略不是第一个研究地球引力场的人，也不是第一个准确描述其基本特性的人。然而，伽利略的依赖科学的实验构建物理原理的信念对于此后几代物理学家都有着深远的影响。伽利略使用很多科学实验来描述自由落体运动。现在并不清楚这些实验仅仅是用来说明概念的理想实验，还是真的由伽利略做过，不过这些实验的结果是真实可信的。在伽利略的学生温琴佐·维维亚尼所写的传记中记载，伽利略曾经在比萨斜塔让两个材料相同但质量不同的小球落下，来演示它们的下落时间与其质量无关。为了支持这个结论，伽利略提出了如下的理论论据：如果将两个质量不同，下落速度也不同的物体用绳子拴起来，那么这个联合的系统是因为它有更加重的质量而下落地更加快了呢，还是因为轻物体拖住了重物体而下落地更加慢？这个问题的唯一可信的答案就是，两个物体下落地一样快。
在1638年出版的《论两种新科学》里描述了另一个实验。伽利略虚构的一个人物，萨尔维亚蒂，描述了一个用铜球和木质斜面所做的实验。这个木斜面长12腕尺（cubit），宽半腕尺，三指厚，上面有一个光滑无摩擦的直凹槽。凹槽内衬有羊皮纸，绝对光滑无摩擦。凹槽内有一个硬的，光滑的，非常圆的铜球。斜面可以以不同的角度倾斜，来减慢铜球的加速度，使得时间可以测量。令铜球从一个已知的距离处滚下，测量铜球滚落的时间。铜球滚落的时间用下面描述的水钟测量：
“在高处放置一大容器的水，容器下接一个细管，水从细管流出，每次实验都在下方用一个小玻璃杯子将水收集起来。实验结束后，在精确的天平上，称量收集的水的重量。不同重量的比就代表了不同时间长度的比。这个方法非常精确，即使实验被一次又一次地重复，结果仍然没有可觉察的误差。”
伽利略发现对于一个自由落体的物体，下落的距离总是跟时间的平方成正比：
{\displaystyle g={\frac {Distance}{Time^{2}}}\propto Gravitational\,Field}
伽利略于1642年1月8日在意大利佛罗伦萨附近的阿塞蒂里（Arcetri）去世。伽利略证明了在地球引力场的作用下，做自由落体运动的物体的加速度是常数。与伽利略同时代的约翰内斯·开普勒证明了，在太阳引力质量的作用下，天体沿着椭圆轨道运行。然而，在伽利略一生中，伽利略引力场和开普勒引力质量的关系并没有被理解。

### 牛顿引力质量

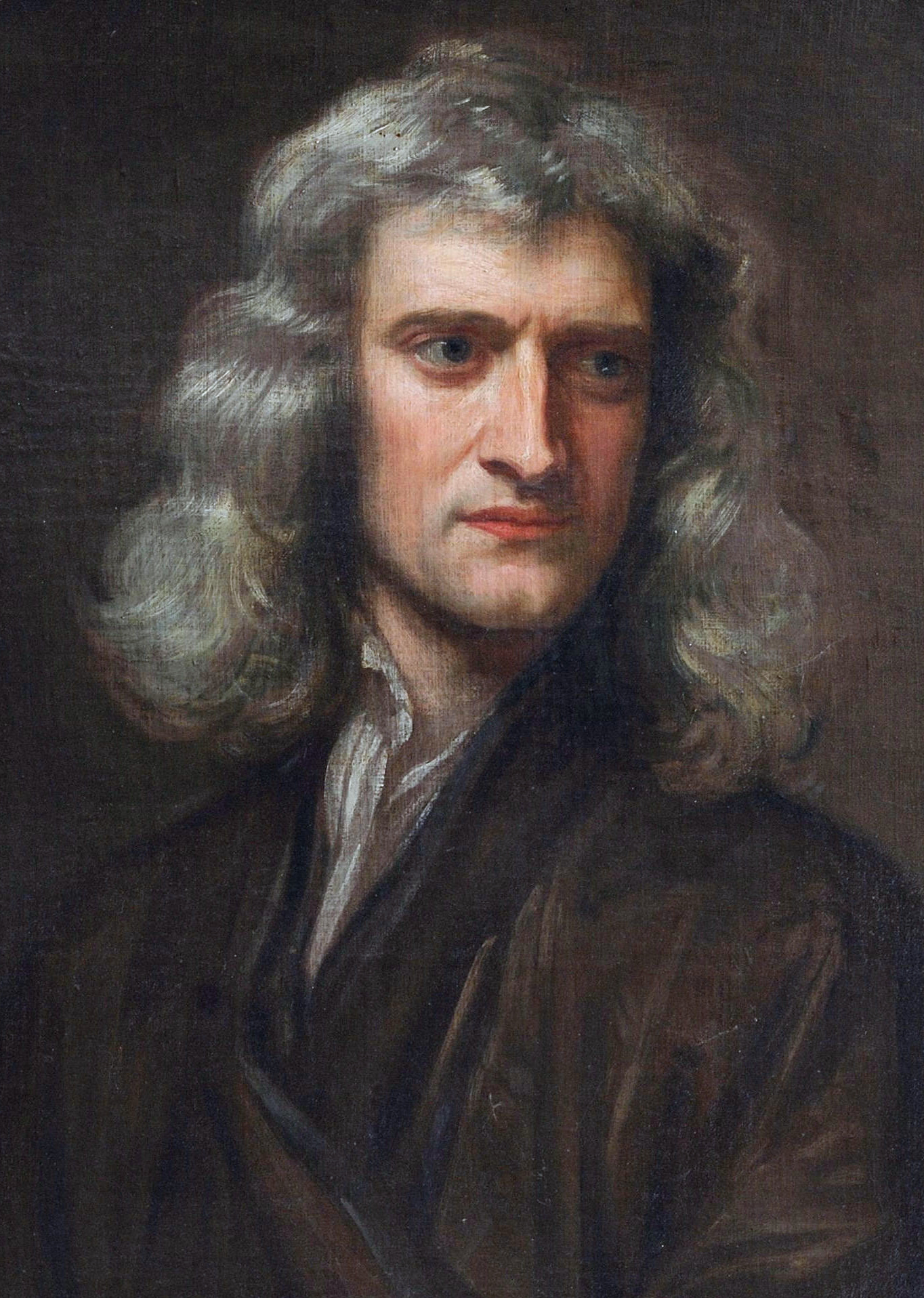
艾萨克·牛顿，1689。

罗伯特·胡克在1674年发表了他的引力概念，里面写道：“所有的天体，无论它是什么，都有一种指向其自己中心的吸引力或者引力”，“它们也吸引它们作用范围内的其他天体”。他进一步说明，引力随着物体中心之间的距离的减小而增加。在罗伯特·胡克和艾萨克·牛顿1679~1680的信件当中，胡克猜想引力的大小按照两物体之间距离的平方而衰减。
| 地球的卫星               | 地球的卫星               | 地球的质量                                                                                                   |
| 半长轴                   | 轨道周期                 | 地球的质量                                                                                                   |
| ------------------------ | ------------------------ | --- |
| 0.002 569 天文单位（AU） | 0.074 802 恒星年（year） | {\displaystyle 0.000012\pi ^{2}{\frac {AU^{3}}{year^{2}}}} = {\displaystyle 398600{\frac {km^{3}}{sec^{2}}}} |
| 地球引力                 | 地球半径                 | {\displaystyle 0.000012\pi ^{2}{\frac {AU^{3}}{year^{2}}}} = {\displaystyle 398600{\frac {km^{3}}{sec^{2}}}} |
| 0.00980665 km / sec2     | 6 375 km                 | {\displaystyle 0.000012\pi ^{2}{\frac {AU^{3}}{year^{2}}}} = {\displaystyle 398600{\frac {km^{3}}{sec^{2}}}} |

胡克力劝微积分发展的先驱牛顿，完成开普勒轨道的数学细节，来证明胡克的猜想是正确的。牛顿本人的研究证实胡克是对的，但是由于两人个性的不同，牛顿选择不把这个结果透露给胡克。艾萨克·牛顿一直没有声张他的发现，直到1684年，才告诉他的一个朋友，爱德蒙·哈雷，说他已经解决了引力轨道的问题，但是却错误地让他的发现沉睡在办公室里。在哈雷的鼓励下，牛顿决定继续发展他关于引力的想法，并发表了他所有的发现。1684年11月，艾萨克·牛顿给爱德蒙·哈雷发了一份文件，这份文件现已丢失，但是它的标题推测为“De motu corporum in gyrum”（论物体的轨道运动）。哈雷将牛顿的发现呈送给伦敦皇家学会，并承诺随后即有全面的说明。牛顿后来将他的想法写到了一本三卷的书集当中，标题为Philosophiæ Naturalis Principia Mathematica（自然哲学的数学原理）。第一卷于1686年4月28日被皇家学会接受，第二卷是1687年3月2日，第三卷是1687年4月6日。皇家学会在1687年5月由牛顿自费出版了这本书的全集。
艾萨克·牛顿架起了开普勒引力质量和伽利略引力加速度之间的桥梁，并且证明了如下的关系式：
{\displaystyle g={\frac {\mu }{r^{2}}},}
其中，{\displaystyle g}是一个物体穿越一处存在引力场的空间时表现出的加速度，{\displaystyle \mu }是引起引力场的物体的引力质量（标准引力参数），{\displaystyle r}是极坐标（两个物体中心之间的距离）。
通过寻找物体引力质量和引力场之间的精确关系，牛顿证明测量引力质量的第二种方法。地球的质量可以用开普勒的方法测定（通过月球的轨道），或者也可以通过测量地球表面的重力加速度，然后将这个数值乘以地球半径的平方来测定。地球的质量大约为太阳质量的百万分之三。直到现在，还没有发现其他测量引力质量的精确手段。

### 牛顿的炮弹

牛顿的炮弹是一个理想实验，在伽利略引力加速度和开普勒椭圆轨道之间架起了一座桥梁。这个实验出自牛顿1728年的书《世界体系的论述》之中。根据伽利略的引力概念，下落的石块以不变的加速度落向地面。然而，牛顿解释道，当一个石块被水平抛出时（垂直于地球引力），它的运动轨迹是曲线。“一个掷出的石块，由于自身的重量而偏离了当只考虑投掷时，石块本应遵循的直线运动，在空中描绘出了一条曲线；沿着这两条弯曲的路线，石块最终落回了地面。它被掷出时的速度越大，当它落回地面时它运动的距离就越远。”
牛顿进一步推理道，如果一个物体以足够的速度“在一座高山的山顶水平掷出”，“它最终将离地球非常之远，然后回到它被掷出的山峰。”牛顿的理想实验如右图所示。位于非常高山顶上的一台大炮，水平方向发射出一枚炮弹。如果它的速度很低，那么它仅仅落回地面（路径A和路径B）。然而，如果它的速度大于或等于某个阈值（环绕速度），但是又没有大到足以完全离开地球（逃逸速度），那么它将围绕着地球不停地做椭圆轨道运动（路径C和路径D）。

### 万有引力质量和数量
牛顿的炮弹说明了地球引力质量和引力场的关系；然而还是有很多模棱两可之处。罗伯特·胡克在1674年断言：“所有的天体，无论它是什么，都有一种指向其自己中心的吸引力或者引力”，但是胡克既没有解释为什么只有天体才有引力的吸引，也没有解释为什么引力指向天体的中心。
为了回答这个问题，牛顿引入了一个全新的概念即引力质量是“一般的（万有的）”：任何物体都有引力质量，因此，任何物体都产生引力场。牛顿进一步假设每个物体引力场的强度都随着离该物体距离的平方而衰减。按照这个假设，牛顿计算了非常多小物体构成一个大的球体时整体的引力场。牛顿发现一个巨大的球体（像地球或太阳，给定半径处具有大致相同的密度），其引力场正比于物体的总质量，反比于离物体中心距离的平方。

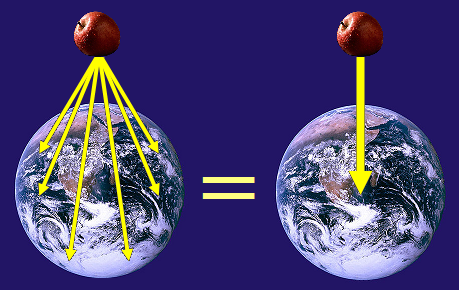
一个苹果感受到指向地球各处的引力场；然而，这些场加起来产生了一个单独的强大的指向地球中心的引力场。

牛顿的万有引力质量概念如左图所示。地球的每个部分都有引力质量，都产生一个指向它的引力场。然而，这些引力场的总效应等价于一个单独的强大的指向地球中心的引力场。苹果表现出的行为就好像一个单独的强大的引力场把它向地球中心加速。
牛顿的万有引力质量概念使得引力质量和传统的重量、质量概念有着相同的立足点。例如，古罗马人使用角豆树种子作为重量标准。罗马人将一个未知重量的物体放到天平的一侧，然后在天平另一侧放角豆树种子，增加种子的数量，直到天平平衡。如果一个物体的重量与1728个角豆树种子相等，这个物体的重量就是1罗马磅。
根据牛顿的万有引力理论，每个角豆树种子都产生引力场，因此，如果一个人有极多的角豆树种子，让它们形成一个巨大的球体，那么这个球体的引力场就正比于角豆树种子的数量。因此，理论上有可能精确地计算出要产生同地球或太阳相同的引力场所需的角豆树种子的数量。因为罗马重量单位都是用角豆树种子定义的，因此知道了地球或太阳的“角豆树种子质量”，就可以用罗马磅，罗马盎司或其他罗马单位来计算质量。

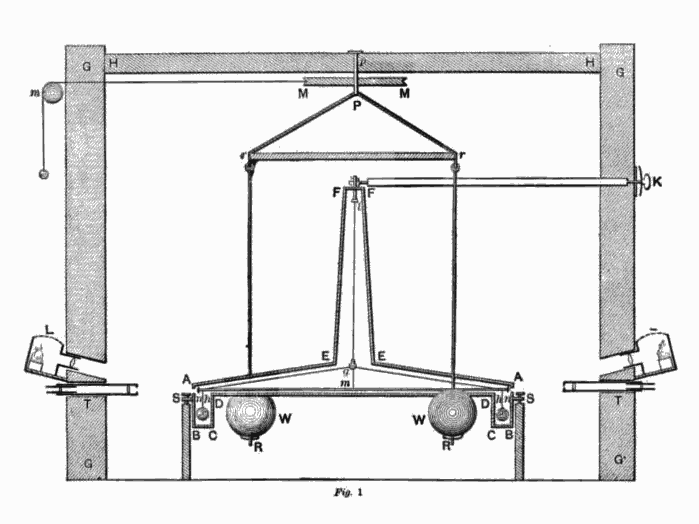
卡文迪许扭秤装置的垂直剖面图，包括它所在的建筑。大球悬挂在一个架子上，它们可以通过外面的滑轮旋转到小球旁边的位置。卡文迪许论文的第一页。

这种可能性还可以扩展到罗马单位和角豆树种子之外。英国磅，譬如，最初定义为7000颗大麦粒的重量。因此，如果一个人能确定地球的“大麦粒质量”（产生与地球相同引力场所需的大麦粒的数量），那么他就可以用英国磅计算出地球的质量。同样的，千克的原始定义为等价于一升纯水的质量，因此，地球按照传统千克计算的质量，在理论上就可以通过计算产生与地球相同的引力场需要多少升纯水（或者国际千克原器）来确定。事实上，这不过是一个简单的抽象，任何传统的质量单位理论上都可以用来衡量引力质量。
用传统的质量单位度量引力质量原理上很简单，但事实上却非常困难。根据牛顿的理论，所有的物体都产生引力场，理论上可以把极其多的小物体聚集起来形成一个巨大的引力球。然而，从现实的观点来看，小物体的引力场极其微弱很难测量。如果一个人能够收集极其多的物体，那么最终的球体可能会太大以至于不能在地球表面建造，而在太空中建造又太昂贵。牛顿的万有引力的书籍发表于17世纪80年代，但是第一个用传统质量单位成功地测量了地球质量的实验，卡文迪许实验，一百多年以后，直到1797年才出现。卡文迪许发现地球的密度为水的5.448 ± 0.033倍。截止到2009年，用千克衡量的地球质量只精确到五位小数点，然而它的引力质量的精度超过九位小数。

## 惯性质量和引力质量
虽然惯性质量，被动引力质量和主动引力质量在概念上并不一样，然而没有任何实验明确地显示他们之间有任何的不同。在经典力学当中，牛顿第三定律意味着同一物体的主动引力质量和被动引力质量必须总是相同（或至少成正比），但经典理论当中没有任何令人信服的原因表明引力质量必须与惯性质量相等。他们的相等仅仅是个经验性的事实。
阿尔伯特·爱因斯坦基于这样一个假设发展了他的广义相对论：惯性质量和（被动）引力质量之间的关系并非巧合，没有任何实验可以区分出这两者（弱等效原理）。然而，在这样的理论当中，引力不再是一个力，因此也不遵守牛顿第三定律，所以“惯性质量和主動引力质量相等，仍然是个谜”。

### 惯性质量
惯性质量用物体对加速度的抵抗程度衡量的质量。
为了理解什么是物体的惯性质量，可以先从经典力学和牛顿运动定律开始。然后再来看，当把狭义相对论考虑进来时，经典的质量定义应当如何修改，使其比经典力学更加精确。然而，狭义相对论并没有从本质上改变“质量”的含义。
根据牛顿第二定律，假设一个物体的质量是{\displaystyle m}，如果在任何瞬间，其遵循如下的运动方程：
{\displaystyle F=ma}，
其中{\displaystyle F}是施加在物体上的力，{\displaystyle a}是物体的加速度。现在，先把什么是“施加在物体上的力”这个问题的确切答案放到一边。
这个方程说明了质量是如何和惯性联系在一起的。考虑两个质量不同的物体。如果对其施加相同的力，质量较大的物体的加速度较小，而质量较小的物体的加速度较大，就可以说质量较大的物体在响应力的作用时，对于改变其运动状态表现出较强的“抵抗性”。
然而，施加“相同的”力的说法迫使定义回到事实中来：目前还没有真正定义过什么是力，但是可以用牛顿第三定律来回避这个困难。牛顿第三定理说，如果一个物体给另一个物体施加一个力，那么第一个物体就会受到一个大小相同方向相反的力。更精确一点，如果有两个物体A和B，它们有着不变的惯性质量{\displaystyle m_{A}}和{\displaystyle m_{B}}。并且把这两个物体从其他所有的物理影响当中隔离出来，因此仅有的力就是B施加给A的力，记为{\displaystyle F_{AB}}，和A施加给B的力，记为{\displaystyle F_{BA}}。牛顿第二定律说：
{\displaystyle F_{AB}=m_{A}a_{A}}，
{\displaystyle F_{BA}=m_{B}a_{B}}，
其中{\displaystyle a_{A}}和{\displaystyle a_{B}}分别是A和B的加速度。假设这两个加速度不为零，那么两者之间的力就不为零。这种情况发生在，譬如说，两个物体相互碰撞的过程中。根据牛顿第三定律：
{\displaystyle F_{AB}=-F_{BA}}，
因此，
{\displaystyle m_{A}=-{\frac {a_{B}}{a_{A}}}m_{B}}。
注意这里要求{\displaystyle a_{A}}不为零保证了这个分数是定义良好的。
这就是原则上如何测量物体的惯性质量的方法。选择一个“参考”物体，定义它的质量为（譬如说）1千克，就可以通过测量与参考物体碰撞的加速度来测量宇宙中的一切物体的质量。

### 牛顿引力质量
牛顿引力质量的概念定义在牛顿引力定律之上。假设有两个物体A和B，距离为{\displaystyle r_{AB}}。引力定律说如果A和B分别具有引力质量{\displaystyle M_{A}}和{\displaystyle M_{B}}，那么每个物体都感受到对方所施加的引力，其大小为：
{\displaystyle F=G{\frac {M_{A}M_{B}}{(r_{AB})^{2}}}}，
其中{\displaystyle G}是万有引力常数。上面的方程式可以重新表达如下：如果{\displaystyle g}是参考物体在引力场中给定位置处的加速度，那么一个引力质量为{\displaystyle M}的物体受到的引力为：
{\displaystyle F=Mg}。
这是质量可以用重量表达的基础。在弹簧秤上，譬如说，力{\displaystyle F}正比于称重盘下面弹簧的形变，根据胡克定律，校正称，将重力加速度{\displaystyle g}考虑进来，使得物体的质量{\displaystyle M}可以直接读出。天平测量物体的引力质量，只有弹簧秤测量物体的重量。

### 惯性质量和引力质量的等价
惯性质量和引力质量的等价有时又被称为伽利略等价原理或弱等价原理。这个原理最重要的推论应用到自由下落的物体上面。假设有一个物体，其惯性质量和引力质量分别为{\displaystyle m}和{\displaystyle M}。如果这个物体唯一受到的力仅仅来自于一个引力场{\displaystyle g}，将牛顿第二定律和引力定律一起使用，可得到加速度为：
{\displaystyle a={\frac {M}{m}}g}。
这个式子表明引力质量与惯性质量之比是个常数{\displaystyle K}，当且仅当所有的物体在给定的引力场中下落得一样快。这个现象被称为“自由落体的普遍性”。（此外，通过定义合适的单位，可以令这个常数为1。）
第一个说明了自由落体的普遍性的实验由伽利略所做。最常见的说法是伽利略通过在比萨斜塔上丢下物体来得到他的结果，但是这种说法很可能是假的。实际上，他的实验是通过让小球在斜面上滚动而完成的。一个又一个精度越来越高的实验被完成，譬如罗兰德·冯·埃特在1889年利用扭秤摆所做的。截止到2008年，还没有发现自由落体的普遍性的——因此也就是伽利略等价原理的任何偏离，实验的精度至少是10−12。更加精确的实验仍然在进行之中。
自由落体的普遍性只能应用在引力是唯一的作用力的系统里。其他所有力，尤其是摩擦力和空气阻力，必须被排除或者至少是可以忽略的。譬如，在空气中从同样高度放下一个锤子和一片羽毛，羽毛将花更多的时间才能落到地上；羽毛实际上并不是做自由落体运动，因为向上的空气阻力与向下的引力是可以相抵的。另一方面，如果实验在真空中进行，那里没有空气阻力，锤子和羽毛就应该精确地同时落地（假设两物体之间的加速度以及地面朝向物体的加速度可以忽略）。这个实验在高中的实验室里就可以很容易地做出来，通过在一个用真空泵抽出了空气的透明管里下落物体。在天然就是真空的环境里做这个实验就更加具有戏剧性了，比如大卫·斯科特在阿波罗15号执行任务期间在月球表面做的实验。
等价原理的一个强版本，即爱因斯坦等价原理或强等价原理，在广义相对论里处于中心地位。爱因斯坦等价原理说在足够小的时空区域里，没有办法区分均匀的加速度和均匀的引力场。因此，广义相对论假设引力场作用在质体上的力是物体沿直线运动的趋势（换句话说就是它的惯性）的结果，因此引力应该是物体惯性质量和引力场强度的函数。

## 狭义相对论里的质量和能量
术语质量在狭义相对论里常常指物体的静止质量，即一个与物体相对静止的观察者所测量的牛顿质量。对于单个粒子，不变质量是静止质量的另一个名字。然而，广义的不变质量（由一个更加复杂的公式所计算）也可以应用在相对运动的粒子系统上，因此不变质量通常只用在包含分离的高能粒子的系统上。一个系统的不变质量对于所有的观察者和惯性系都相同，只要系统是封闭的，就不能被消灭，因此是守恒的。在这里，“封闭”的意思是系统有一个理想的边界，任何质量/能量都不允许穿过这个边界。
就像在相对论中一个封闭系统的能量是守恒的，它的质量也是守恒的：这意味着质量不随时间变化，即使不同重量的粒子之间相互转换。对于任何观察者，任何系统的质量都分别守恒，不随时间变化，正如能量也分别守恒，不随时间变化一样。一个流行的错误观点是，在相对论里质量可以转换成为（无质量的）能量，因为某些物质粒子有时可以转化为非物质的能量（譬如光、动能以及电磁场或其他场中的势能）。然而，这混淆了物质（一个不守恒的，定义不清楚的概念）和质量（定义良好的，守恒的概念）。即使不被视为“物质”，在相对论里所有类型的能量仍然显示出质量。因此，质量和能量并不是互相转换，实际上，它们是同一个事物的两个不同的名字，质量和能量都不能脱离对方单独出现。相对论里，“物质”粒子在反应当中可能不守恒，但是封闭系统的质量总是守恒的。
举一个例子，一颗核弹在一个理想的超级坚硬的盒子里，这个盒子放在一个称上面，理论上，爆炸以后质量不会有任何变化（虽然盒子内部变得更热）。这样的一个系统，只有允许能量，譬如光或热从盒子里逃逸出来，盒子的质量才会改变。然而，这样的话，逃走的能量也带走了它对应的质量。让热量离开这个系统实际上就是让质量离开这个系统。因此，质量，像能量一样，不能被消灭，只能从一个地方转移到另一个地方。
在束缚系统里，结合能必须（经常）从非束缚系统的质量里减掉，因为这部分能量也具有质量，当能量被释放时，这部分质量必须被从系统里扣除，这时系统就是束缚的了。在这个过程中质量是守恒的，因为在结合过程中系统不是封闭的。一个类似的例子是原子核的结合能，当原子核形成时能量以其他形式出现（譬如伽马射线），（经过能量的释放）生成的原子核的质量小于自由粒子质量之和。
术语相对论性质量也在使用，代表物体或系统的总能量（除以{\displaystyle c^{2}}）。（一个物体或系统的）相对论性质量包括了物体动能的贡献，物体运动得越快，质量越大。因此不像不变质量，相对论性质量与观察者的参考系有关。然而，对于一个给定的参考系和封闭的系统，相对论性质量也是守恒量。
因为相对论性质量与能量成正比，它渐渐的被物理学家抛弃不用。关于这个概念在教学上是否还有用，存在着争议。
关于广义相对论里质量的讨论，请参考广义相对论。

### 引用
1. ↑  https://www.termonline.cn/word/364357/1#s1
2. ↑  Bray, Nancy. . NASA. 28 April 2015  [20 March 2023]. （原始内容存档于2023-05-30）. Mass can be understood as a measurement of inertia, the resistance of an object to be set in motion or stopped from motion.
3. ↑  
Rindler, W. . Oxford University Press. 2006: 16–18. ISBN 0-19-856731-6.
4. ↑  
Drake, S. . Scientific American. 1979, 228 (5): 84–92. Bibcode:1973SciAm.228e..84D. doi:10.1038/scientificamerican0573-84.
5. ↑  
Galileo, G. . 1632.
6. ↑  Galileo, G.  213. Louis Elsevier. 1638.
  - Translated in Crew, H.; de Salvio, A. (编). . Dover Publications. 1954  [2012-07-04]. ISBN 1-275-10057-0. （原始内容存档于2013-10-01）.
  - Also available in Hawking, S. (编). . Running Press. 2002: 534–535. ISBN 0-7624-1348-4.
7. ↑  Hooke, R. . Royal Society. 1674  [2012-07-04]. （原始内容存档于2014-02-04）.
8. ↑  
Turnbull, H. W. (编). . Cambridge University Press. 1960: 297.
9. ↑  Hawking, S. (编). . Running Press. 2005: 15ff  [2012-07-04]. ISBN 978-0-7624-2022-3. （原始内容存档于2017-02-08）.
10. ↑  Whiteside, D. T. (编). . Cambridge University Press. 2008  [12 March 2011]. ISBN 978-0-521-04585-8. （原始内容存档于2021-04-29）.
11. ↑  Hawkins (2005), p. 31
12. ↑  Cuk, M. . Ask an Astronomer. January 2003  [2011-03-12]. （原始内容存档于2003-03-20）.
13. ↑  Hawkins (2005), p. 513
14. ↑  Hawkins (2005), p. 397
15. ↑  Hawkins (2005), p. 221
16. ↑  
Rindler, W. . Oxford University Press. 2006: 22. ISBN 0-19-856731-6.
17. ↑  
Eötvös, R. V.; Pekár, D.; Fekete, E. . Annalen der Physik. 1922, 68: 11.
18. ↑  
Taylor, E. F.; Wheeler, J. A. . W. H. Freeman. 1992: 248–149. ISBN 0-7167-2327-1.
19. ↑  
Oas, G. . 2005. arXiv:physics/0504110  |class=被忽略 (帮助).
20. ↑  Okun, L. B.  (PDF). 今日物理. 1989, 42 (6): 31–36  [2012-07-04]. Bibcode:1989PhT....42f..31O. doi:10.1063/1.881171. （原始内容 (PDF)存档于2011-07-22）.
21. ↑  Rindler, W.; Vandyck, M. A.; Murugesan, P.; Ruschin, S.; Sauter, C.; Okun, L. B.  (PDF). 今日物理. 1990, 43 (5): 13–14, 115, 117  [2012-07-04]. Bibcode:1990PhT....43e..13R. doi:10.1063/1.2810555. （原始内容 (PDF)存档于2011-07-22）.
22. ↑  
Sandin, T. R. . 美国物理杂志. 1991, 59 (11): 1032. Bibcode:1991AmJPh..59.1032S. doi:10.1119/1.16642.